# Intranet
Ein Intranet (lateinisch intra, „innerhalb“‘ und englisch net, „Netz“; deutsch lokales Netzwerk) ist ein Rechnernetz, das im Gegensatz zum Internet unabhängig vom öffentlichen Netz benutzt werden kann, nicht öffentlich zugänglich ist und andere, zusätzliche oder eingeschränkte Funktionen bietet.
Insbesondere Unternehmen und Behörden implementieren in ihre Informationstechnik ein Intranet, um einen schnelleren Datenzugriff zu ermöglichen. Es ist aufgebaut wie das Internet, von dem sein Name entlehnt ist.

## Ziele
Anders als beim Internet definiert der Netzbetreiber die Ziele des Benutzens, beispielsweise:
- innerbetriebliche Informationsströme möglichst beschleunigen,
- sichere Datenbank, die innerbetriebliche Informationen bündelt,
- schneller Zugriff und Erreichbarkeit aller Mitarbeiter,
- beschränkte bzw. kontrollierte Nutzung des Internets,
- Arbeit vereinfachen, indem alle Abteilungen auf eine gemeinsame Datenbank zugreifen können (Local Area Network),
- betriebliche Abläufe organisieren und optimieren,
- eine Fülle von Auswertungsmöglichkeiten zur Verfügung stellen,
- unternehmerische Datensicherheit und gesetzlicher Datenschutz.

## Netzaufbau
Räumlich getrennte Netzwerksegmente von Intranets wurden herkömmlich durch Standleitungen verbunden. Da in allen modernen privaten oder öffentlichen Telekommunikationsnetzen von allen Anbietern die Standleitungen nur noch virtuell bereitgestellt werden, gleicht sich das Intranet bei mehreren Niederlassungen eines Unternehmens dem Virtual Private Network (VPN) an. Das Intranet eines Unternehmens, das an mehreren Standorten arbeitet, nutzt tatsächlich die allgemein und öffentlich zugänglichen Übertragungsnetzwerke, bei denen alle virtuellen Leitungsverbindungen paketvermittelt durch ein Vermittlungssystem oder einen öffentlichen Carrier bereitgestellt werden, ohne dass ein ungeregelter Übergang in öffentliche Zweige möglich gemacht wird.
Im Unterschied zu Begriffen wie Local Area Network und Global Area Network bezeichnet dieser Begriff nicht die räumliche Ausdehnung eines Rechnernetzes, sondern die (begrenzte) Ausdehnung seines Benutzerkreises. Für die IT-Infrastruktur bedeutet das den Einsatz von TCP/IP als Netzwerkprotokoll, Internetdiensten als Anwendungsbasis und Webbrowsern als universelle Benutzerschnittstelle.

## Verbreitung
Intranets sind überall dort verbreitet, wo sich Mitarbeiter über neueste Meldungen sowie Regeln und Absprachen informieren können. Außerdem finden sie im Intranet wichtige Dokumente und Formulare, die sie sich für ihre Arbeit herunterladen, ausdrucken oder bearbeiten können. Das Intranet wird sowohl in Unternehmen als auch in vielen Behörden eingesetzt. Besonders große Firmen setzen dabei speziell modifizierte Browservarianten als Benutzerschnittstelle ein.
Auch manche Staaten verfügen über ein eigenes Intranet, ein extremes Beispiel ist Nordkorea. Dort haben die meisten Menschen keinen Zugang zum Internet, sondern können nur im landeseigenen Intranet (welches zensiert ist) surfen.
Mit einem Intranet verfolgen Unternehmen das Ziel, die Informationsversorgung für die Mitarbeiter zu sichern und zu verbessern. Hierzu wird der komplette Prozess, von der qualitätsgesicherten Bereitstellung von Informationen, der zielgruppenorientierten (personalisierten) Verteilung von Informationen und dem schnellen Finden und der einfachen Nutzung von Informationen im Rahmen von Geschäftsprozessen optimiert. Ein weiterer Nebeneffekt der vereinheitlichten Benutzeroberflächen ist ein stärkeres betriebsinternes Zugehörigkeitsgefühl bei den Anwendern (Corporate Design, Corporate Identity).
Bei zielführendem Technikeinsatz (Content-Management, Workflow-Management) lässt sich mit Intranets die Effektivität von Wissensarbeitern und damit die Wettbewerbsfähigkeit von Unternehmen steigern.

## Sicherung
Einzelne logische Schnittstellen zum Internet werden von Firewalls kontrolliert. Der Betreiber des Intranet bildet sich über diese paketvermittelte Übertragung eines Providers praktisch sein privates Netz auch mit mehreren Standorten. Mit Protokollen wie IPsec können dazu Tunnel durch das Internet geschaffen werden, die nicht nur Netzwerksegmente mit zahlreichen verkabelten LAN-Clients verbinden, sondern auch einzelne mobile Geräte wie Smartphones drahtlos über WLAN-Router anbinden.
Der Zugang zum Intranet wird durch Verriegeln gesichert. In der Regel müssen sich die Teilnehmer eines Intranets über einfache Authentisierungsverfahren wie über eine „Login“-Maske anmelden, die aus einem Benutzernamen und dem dazugehörigen Passwort besteht oder über komplexe Authentisierungsverfahren mit mehreren Faktoren, wie U2F. Somit kann die Vergabe der Zugriffsrechte einzelner Teilnehmer über die Benutzerverwaltung des jeweiligen Betriebssystems zuverlässig und sicher gesteuert werden.
Ein Extranet ist ein Teil eines Intranets, zu dem ein weiterer, privilegierter Benutzerkreis einen gesicherten Zugang von außerhalb der eigenen Standorte liegenden Orten hat.

## Protokolle
In einem organisations- und unternehmensinternen Rechnernetz, das auf den gleichen Techniken (TCP/IP, HTTP) und Anwendungen wie das Internet basiert, können die gleichen Verzeichnisdienste zur Verfügung gestellt werden. Daneben kann die Verwendung von Protokollen beschränkt, erweitert oder geändert werden.

## Anwendungen
Das Unterstützen und Automatisieren von verketteten Prozessabläufen wird nicht durch das Netz besorgt, sondern durch entsprechende Anwendungen, die im Intranet bereitgestellt werden.
Der Begriff Intranet wird oft unabhängig von seiner technischen Definition für die Zusammenfassung der betriebs- oder gemeinschaftsinternen Web-Kommunikation genutzt. Dazu können Dateiserver, Websites, Chats oder Foren gehören. Typische Inhalte sind betriebsinterne öffentliche Informationen wie Regeln, Absprachen, Verfahrens- und Arbeitsablaufanweisungen, Mitarbeiterzeitschriften, Dokumente und Formulare. Der Zugriff der Mitarbeiter erfolgt häufig über ein Intranetportal.

## Synonym für Intranetportal
Im Sprachgebrauch in Internet- und Onlineagenturen und ähnlichen Dienstleistern wird mitunter der verkürzte Begriff „Intranet“ als Synonym für Intranetportale auf Basis von Webtechnologien verwendet. Gemeint ist in diesen Zusammenhängen oft eine spezifische Installation von Websoftware, die auf einem Host im Intranet läuft und für die Intranetnutzer bereitgestellt wird, und nicht das Intranet selbst.